# 哈里斯維爾鎮區 (密歇根州阿爾科納縣)
哈里斯維爾鎮區（英語：Harrisville Township）是位於美國密歇根州阿爾科納縣的一個行政鎮區。

## 地方資料
哈里斯維爾鎮區的面積為78.60平方千米，當中陸地面積為78.55平方千米，而水域面積為0.05平方千米。根據2010年美國人口普查的數據，當地共有人口1307人，而人口密度為每平方千米16.63人。